# Albert Domenech
Pour les articles homonymes, voir Domenech.
Albert Domenech, né le 29 janvier 1953 à Lyon, est un footballeur français.
Il est le frère cadet de l'ancien sélectionneur de l'équipe de France, Raymond Domenech.

## Biographie
Formé à l'Olympique lyonnais, il évolue au sein du club rhodanien de 1971 à 1975. En 1973, avec Lyon, il remporte la  Coupe de France sans participer à la finale mais remporte le Trophée des champions. Qualifié comme son frère de « défenseur rugueux », il ne parviendra jamais à s'imposer dans l'équipe type lyonnaise, étant très souvent cantonné au rôle de remplaçant. 
De 1975 à 1980, il joue pour le FC Martigues, club pensionnaire de deuxième division, avant d'être transféré pour une saison à l'Olympique de Marseille. Il porte le maillot phocéen à onze reprises durant le championnat de France de D2 1980-1981. L'année suivante, Albert Domenech revient au FC Martigues, jusqu'à sa retraite en 1984. Durant sa carrière, il a joué plus de 200 matchs de Ligue 2,.
Retiré du monde du football, il travaille ensuite en tant que fonctionnaire dans la ville d'Arles (Bouches-du-Rhône).
En juin 2008, après l'échec des Bleus lors de l'Euro 2008, il défend vigoureusement son frère, alors sélectionneur de l'équipe de France, en dénonçant un « lynchage » de la part des médias.

## Statistiques
| Saison                | Club                   | Championnat           | Championnat | Championnat | Coupe(s) nationale(s) | Coupe(s) nationale(s) | Compétition(s) continentale(s) | Compétition(s) continentale(s) | Compétition(s) continentale(s) | Total | Total |
| Saison                | Club                   | Division              | M.          | B.          | M.                    | B.                    | Comp.                          | M.                             | B.                             | M.    | B.    |
| 1971-1972             | Olympique lyonnais     | Division 1            | 8           | 0           | -                     | -                     | -                              | -                              | -                              | 8     | 0     |
| 1972-1973             | Olympique lyonnais     | Division 1            | 3           | 0           | -                     | -                     | -                              | -                              | -                              | 3     | 0     |
| 1973-1974             | Olympique lyonnais     | Division 1            | 13          | 1           | 4                     | 0                     | -                              | -                              | -                              | 17    | 1     |
| 1974-1975             | Olympique lyonnais     | Division 1            | 22          | 0           | -                     | -                     | C3                             | 3                              | 0                              | 25    | 0     |
| Sous-total            | Sous-total             | Sous-total            | 46          | 1           | 4                     | 0                     | -                              | 3                              | 0                              | 53    | 1     |
| 1975-1976             | FC Martigues           | Division 2            | 26          | 0           | -                     | -                     | -                              | -                              | -                              | 26    | 0     |
| 1976-1977             | FC Martigues           | Division 2            | 27          | 1           | 1                     | 0                     | -                              | -                              | -                              | 28    | 1     |
| 1977-1978             | FC Martigues           | Division 2            | 30          | 0           | 4                     | 0                     | -                              | -                              | -                              | 34    | 0     |
| 1978-1979             | FC Martigues           | Division 2            | 27          | 0           | 2                     | 0                     | -                              | -                              | -                              | 29    | 0     |
| 1979-1980             | FC Martigues           | Division 2            | 28          | 0           | 3                     | 0                     | -                              | -                              | -                              | 31    | 0     |
| Sous-total            | Sous-total             | Sous-total            | 138         | 1           | 10                    | 0                     | -                              | -                              | -                              | 148   | 1     |
| 1980-1981             | Olympique de Marseille | Division 2            | 11          | 0           | -                     | -                     | -                              | -                              | -                              | 11    | 0     |
| Sous-total            | Sous-total             | Sous-total            | 11          | 0           | -                     | -                     | -                              | -                              | -                              | 11    | 0     |
| 1981-1982             | FC Martigues           | Division 2            | 25          | 0           | 1                     | 0                     | -                              | -                              | -                              | 26    | 0     |
| 1982-1983             | FC Martigues           | Division 2            | 7           | 0           | 5                     | 0                     | -                              | -                              | -                              | 12    | 0     |
| 1983-1984             | FC Martigues           | Division 2            | 11          | 0           | -                     | -                     | -                              | -                              | -                              | 11    | 0     |
| Sous-total            | Sous-total             | Sous-total            | 43          | 0           | 6                     | 0                     | -                              | -                              | -                              | 49    | 0     |
| Total sur la carrière | Total sur la carrière  | Total sur la carrière | 238         | 2           | 20                    | 0                     | -                              | 3                              | 0                              | 261   | 2     |